# Czech Juniors 2011
Das Czech Juniors 2011 als bedeutendstes internationales Nachwuchsturnier von Tschechien im Badminton fand vom 17. bis zum 20. November 2011 in Orlová statt.

## Sieger und Platzierte der Junioren U19
| Disziplin    | Gold                             | Silber                          | Bronze                              |
| ------------ | -------------------------------- | ------------------------------- | ----------------------------------- |
| Herreneinzel | Julien Maio                      | Matej Hliničan                  | Urban Turk                          |
| Herreneinzel | Julien Maio                      | Matej Hliničan                  | William Goudallier                  |
| Dameneinzel  | Jana Čižnárová                   | Stephanie van Wel               | Lucie Černá                         |
| Dameneinzel  | Jana Čižnárová                   | Stephanie van Wel               | Fanny Arnou                         |
| Herrendoppel | Antoine Lodiot Julien Maio       | Nick Marcoen Sam van den Broeck | Mitja Šemrov Urban Turk             |
| Herrendoppel | Antoine Lodiot Julien Maio       | Nick Marcoen Sam van den Broeck | William Goudallier Bastian Kersaudy |
| Damendoppel  | Kateřina Krejčová Lucie Pilařová | Fanny Arnou Jana Žwaková        | Pavla Drapáčová Tereza Lajdová      |
| Damendoppel  | Kateřina Krejčová Lucie Pilařová | Fanny Arnou Jana Žwaková        | Vanda Hajdinák Lucie Černá          |
| Mixed        | Urban Turk Urša Arih             | Matej Hliničan Lucie Černá      | Vojtěch Šelong Jana Žwaková         |
| Mixed        | Urban Turk Urša Arih             | Matej Hliničan Lucie Černá      | Filip Špoljarec Lucija Vlah         |